# The Source (Ayreon)
The Source is een studioalbum van Ayreon. Het was Ayreons eerste album dat uitgegeven werd door de Mascot Label Group, die daarna ook het oude repertoire van Ayreon opnieuw uitgaf. Het heeft een structuur die wijst op een rockopera annex conceptalbum.

## Geschiedenis
Enig vast lid van Ayreon, Arjen Anthony Lucassen wilde na een uitstapje terugkeren naar de Sciencefiction. Hij zocht het internet af op zoek naar een inspiratiebron en vond die in een afbeelding van Yann Souetre. Hij begon, wilde het eerst als soloalbum uitgeven, maar zag meer in een album van Star One. Echter langzaam slopen er folk-achtige elementen in en het werd een album uitgebracht onder Ayreon. The source heeft betrekking op een ras dat dreigt uit te sterven omdat ze zich geheel afhankelijk heeft gemaakt van machines en technologie en vlucht naar Planeet Y. Na overleg met fans situeerde Lucassen (Lucassen was zelf het verhaal een beetje kwijt) het album als inleiding tot 01011001. De manier van componeren week af van het vorig album, dat als klein muziekstukje begon, waaraan steeds een nieuw stuk werd gelast. Voor The source was alles eigenlijk alle muziek al af. Opnieuw konden fans meebeslissen welke muziek uit het totaal op het album zou komen en ook deels in welke volgorde. Daarna begon een zoektocht naar de vele gastmusici, die voor het album ingeschakeld zouden worden. Toen de lijst bekend was, begon hij aan het schrijven van het verhaal, zodat er balans ontstond tussen de instrumentale gedeelten, de zanggedeelten en binnen de zanggedeelten nog een evenwicht voor de diverse solisten. Het inschakelen van zangers/zangeressen week ook af van wat gangbaar was binnen Ayreons albums. Meestal vroeg Lucassen solisten om naar zijn Electric Castle-geluidsstudio te komen, maar daarvoor hadden de solisten voor dit album te weinig tijd. Alleen Floor Jansen, Simone Simons en Michael Eriksen zouden zijn studio betreden. Voor het overige werden opnamen heen en weer gezonden. Hij schakelde daarbij guide-vocalists in; zangers die een grove opzet inzingen en de rest overlaten aan de “echte zangers”. Michael Mills was onder de gasten die bijdroeg aan de teksten van het album. 
Al zes maanden voordat het album uiteindelijk verscheen, kondigde Lucassen aan dat er een nieuw album aankwam. Via social media als Facebook verschenen berichten en spelletjes zodat de fans bezig werden gehouden. Vanaf laat januari 2017 begonnen de tracks zichtbaar te worden op internet (The day that the world breaks down, Everybody dies, The source will flow). Het album werd na uitgifte goed ontvangen binnen de niches van progressieve rock en progressieve metal. Dit alles resulteerde in een aantal noteringen albumlijsten, maar het album verdween net zo snel uit die lijsten als het er in kwam. In de  Nederlandse album top 100 stond het in zijn eerste week genoteerd op positie 1, waarna nog drie weken notering gehaald werden; in de Vlaamse Ultratop Album top 200 stond het zes weken genoteerd met als hoogste notering plaats 38. Het album verscheen zowel op compact disc als op elpee.

## Musici

### Zangers
- James LaBrie als The historian (uit de band Dream Theater)
- Tommy Karevik als The opposition leader (Kamelot, Seventh Wonder)
- Tommy Rogers als The chemist (Between the Buried and Me)
- Simone Simons als The counselor (Epica)
- Nils K. Rue als The prophet (Pagan's Mind)
- Tobias Sammet als The captain (Edguy, Avantasia)
- Hansi Kürsch als The astronomer (Blind Guardian)
- Mike Mills als TH-1 (Toehider)
- Russell Allen als The president (Symphony X)
- Michael Eriksen als The diplomat (Circus Maximus)
- Floor Jansen als The biologist (Nightwish, After Forever, ReVamp)
- Will Shaw, Wilmer Waarbroek, Jan Willem Ketelaars, Lisette van den Berg als The ship’s crew
- Zaher Zorgati als The preacher (Myrath)

### Instrumentalisten
- Joost van de Broek  – piano en elektrische piano (After Forever)
- Mark Kelly – synthesizersolo op The dream dissolves (Marillion)
- Maaike Peterse – cello (Kingfisher Sky)
- Paul Gilbert – gitaarsolo op Star of Sirrah
- Guthrie Govan – gitaarsolo op Planet Y is alive! (Asia)
- Marcel Coenen – gitaarsolo op The dream dissolves (Sun Caged)
- Ed Warby – drumstel
- Ben Mathot – viool
- Jeroen Goossens – dwarsfluit, blaasinstrumenten
- Arjen Anthony Lucassen – alle andere muziekinstrumenten

## Muziek
| Nr. | Titel                                                        | Duur  |
| --- | ------------------------------------------------------------ | ----- |
| 1.  | Chronicle 1: The 'frame (The day that the world breaks down) | 12:31 |
| 2.  | Chronicle 1: The 'frame (Sea of machines)                    | 5:08  |
| 3.  | Chronicle 1: The 'frame (Everybody dies)                     | 4:42  |
| 4.  | Chronicle 2: The aligning of the ten (Star of Sirrah)        | 7:03  |
| 5.  | Chronicle 2: The aligning of the ten (All that was)          | 3:36  |
| 6.  | Chronicle 2: The aligning of the ten (Run! Apocalypse! Run!) | 4:52  |
| 7.  | Chronicle 2: The aligning of the ten (Condemned to live)     | 6:14  |

| Nr. | Titel                                                 | Duur |
| --- | ----------------------------------------------------- | ---- |
| 1.  | Chronicle 3: The transmigration (Aquatic race)        | 6:46 |
| 2.  | Chronicle 3: The transmigration (The dream dissolves) | 6:11 |
| 3.  | Chronicle 3: The transmigration (Deathcry of a race)  | 4:43 |
| 4.  | Chronicle 3: The transmigration (Into the ocean)      | 4:53 |
| 5.  | Chronicle 4: The rebirth (Bay of dreams)              | 4:24 |
| 6.  | Chronicle 4: The rebirth (Planet Y is alive!)         | 6:02 |
| 7.  | Chronicle 4: The rebirth (The source will flow)       | 4;13 |
| 8.  | Chronicle 4: The rebirth (Journey to forever)         | 3:19 |
| 9.  | Chronicle 4: The rebirth (The human compulsion)       | 2:15 |
| 10. | Chronicle 4: The rebirth (March of the machines)      | 1:40 |

Lucassen zei over The source will flow, dat het geïnspireerd was op No quarter van Led Zeppelin. 